# 李家壩遺址
李家壩遺址位於重慶市雲陽縣高陽鎮青樹村，屬三峽工程淹沒區，文物遺址年代為商代、周代至漢代，2000年9月7日列為第一批重慶市文物保護單位。

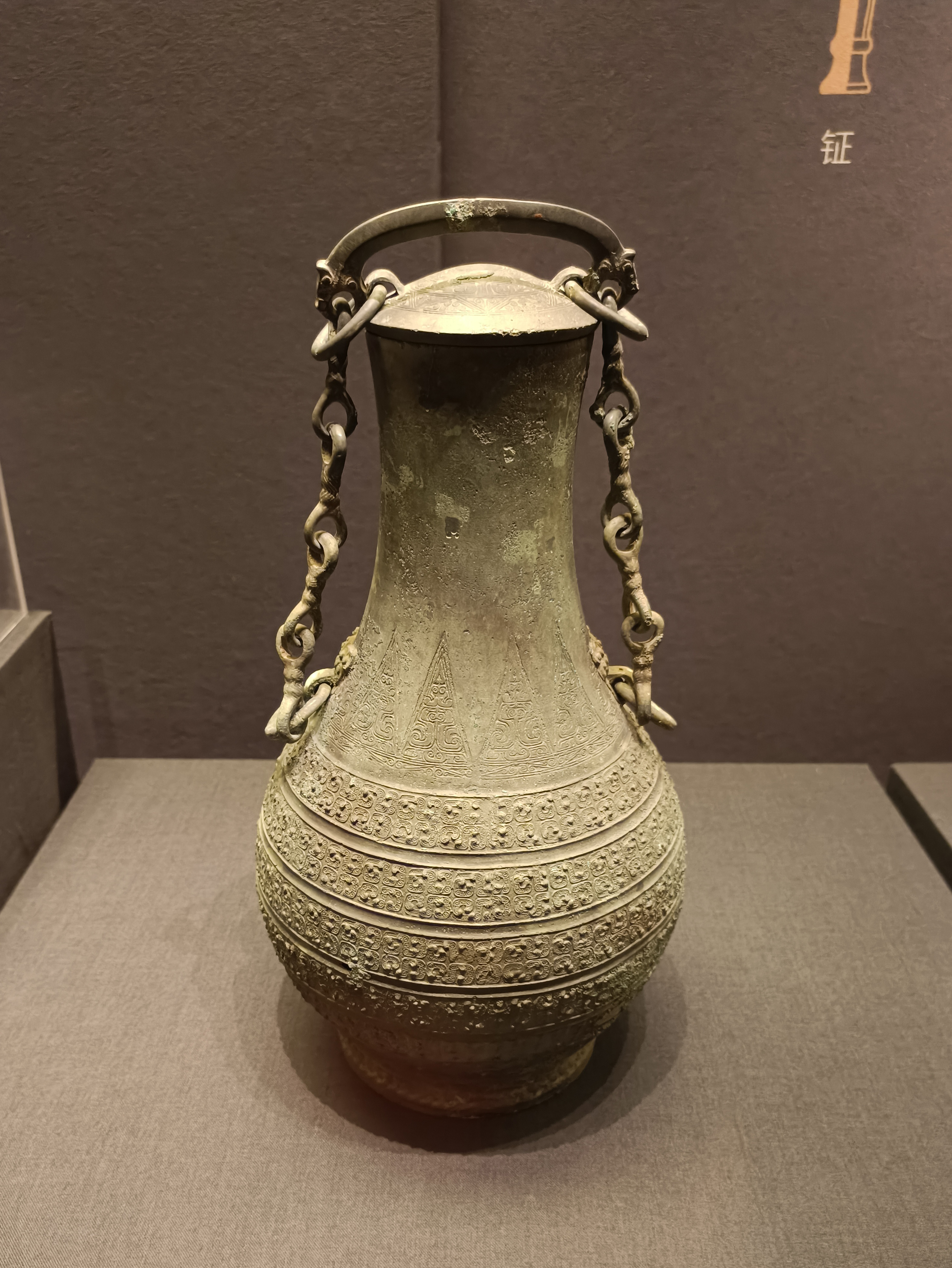
蟠螭纹提梁带盖铜壶，战国，重庆中国三峡博物馆藏